# いびき
いびき（鼾、英語: snoring）は、睡眠時などに狭くなった上気道が呼吸時に擦れて出す呼吸音。

## 概要
医学的には「軟口蓋、舌、咽頭壁などの上気道の軟部組織が振動することで発生する音響現象」と定義される。ヒトの上気道は発声に有利な構造に進化したが、軟部組織のみの部位が長くなったためイビキを起こしやすくなった。仰臥位での睡眠中に筋肉が弛緩して舌や軟口蓋が沈下すると上気道が狭くなることがある。このときの吸気努力により軟口蓋や舌根部に振動音や狭窄音が生じて音が出る。
健康な成人でも飲酒や肉体疲労などで口呼吸となり上気道が狭窄していびきを生じることがある。このような一時的ないびき（病的ではない単純性いびき症）に対して、習慣性のいびきがあり、この場合は睡眠呼吸障害を呈している可能性がある。いびきは閉塞性睡眠時無呼吸（obstructive sleep apnea； OSA）の主症状でもありその指標にもなっている。
いびきの振動による影響として、上気道粘膜に傷害を起こし、炎症化して咽頭粘膜や隣接する血管に永続的な障害を引き起こす可能性がある。また、上気道抵抗に抗するための呼吸努力が増大し、心筋経壁圧の増加による左室肥大や心不全の悪化を引き起こす可能性も指摘されている。また、無呼吸のないイビキ症患者も含め、圧受容体感受性が低下することによって、夜間の血圧上昇だけでなく日中の血圧上昇につながる可能性も指摘されている。
このほか睡眠中の呼吸努力の増大による疲労感や、上気道抵抗の上昇や騒音によって、睡眠に障害を来たすこともある。

## 原因
いびきを引き起こす危険因子として、肥満、飲酒、鼻閉などがある。
肥満
肥満が原因で喉が狭くなる、即ち上気道が狭くなるためにいびきをかきやすくなることがある。
飲酒
飲酒などが原因で、舌の筋力が落ちることがいびきの原因となることがある。
鼻閉
花粉症を含むアレルギー性鼻炎や鼻ポリープ、蓄膿症など鼻詰まりを起こす病気が原因となることもある。

## 影響
いびきと高血圧
単純性いびき症あるいは軽症OSA患者に関してイビキ音強度と日中の血圧との相関を認めた研究がある。
いびきと頸動脈硬化症
軽症いびき症の対象と重症いびき症の対象の比較から、いびきと頸動脈硬化症との関連が指摘されている。
いびきと眠気
いびきと日中の過剰な眠気の関連性に関する報告がある。
いびきと騒音
いびきが騒音となり他の睡眠や日中のQOLに影響を与える可能性がある。

## 検査
- 簡易検査では自宅で睡眠中に動脈の血液中の酸素量である動脈血酸素飽和度（SpO2）を簡単な検査機器で測定する[3]。
- より詳しい検査が必要な場合は、病院に1泊入院してポリソムノグラフィー（PSG）検査を行う[3]。

## 対策と治療

### 対策
- いびきをかきにくくすると称する健康用品や健康器具がいくつか市販されている。鼻の両側の穴に差し込み、鼻中隔をクリップして止める一部がとぎれたリング状のものや、音響センサーなどによっていびきを感知し振動などの刺激を与えるものや、空気袋等により睡眠姿勢を若干変えるようなものなど、方法も価格も千差万別である。しかしながら、その効果・実績は、それぞれ明確に示しているものと明らかでないものがある。
- グリセリンを保湿剤とする鼻スプレーもいびき対策として販売されている。
- 枕の高さなどを見直してみることが有効である場合もある。
- 仰向けに寝るとあごが後退し、舌根がのどの方に沈下していびきをかきやすい。横向きで寝ると有効な場合がある。
- 肥満が原因と考えられる場合は、その解消が有効な対策となる。アルコールも避けた方がよい。

### 治療
- 欧米や日本での治療で最も普及しているのがCPAP（シーパップ）を利用する方法であり、睡眠時に気道に空気を送り続けて狭窄を生じないようにするものである[3]。
- 軽度な症状には下顎を前方に固定するマウスピースが使用されることがある[3]。
- アデノイド肥大や扁桃肥大などがいびきの原因になっている場合には外科的手術により除去することがある[3]。

## 語源
「いびき」の語源については、いびき（息引・息吹）説、いひびき（息響・気響・唾響）説、いきびき（息響）説、いきひびき（息響）説、ねいきひびき（寝息響）説など諸説ある。平安時代の漢和字書『新撰字鏡（しんせんじきょう）』にもいびきの語がみられるという。

## 成句
- 白河を夜舟で渡る高いびき

いびきをかくほどにぐっすりと寝ていたために、記憶が全くないこと。その昔、京を見物した振りをした人が白河のことを尋ねられ、うっかり川のことだと思い込んで「夜に船で渡ったので見ていない」と答えた故事に由来。略して「白河夜舟／船」とも言う。
- いびきをかく者は夜聡し

いびきをかいて寝ている人は、なんらかの物音や気配などで敏感に目を覚ますという意味。